# Iván Aaron Herrera
Iván Aaron Herrera (nacido el 1 de junio de 2000) es un receptor de béisbol profesional panameño de los St. Louis Cardinals de Major League Baseball.

## Carrera

### St. Louis Cardinals
Herrera firmó con los St. Louis Cardinals como agente libre internacional el 7 de julio de 2016.Herrera hizo su debut profesional en 2017 con los Cardenales de la Liga de Verano Dominicana de la Liga de Novatos, bateando .335 con un jonrón y 27 carreras impulsadas en 49 juegos. En 2018, pasó la mayor parte del año con los Cardenales de la Costa del Golfo de la Liga de Novatos y al mismo tiempo jugó en dos juegos con los Cardenales de Springfield de la Liga de Texas Clase AA al final del año. En 30 juegos con ambos equipos, Herrera bateó .336 con un jonrón y 25 carreras impulsadas. Herrera comenzó la temporada 2019 con los Peoria Chiefs de la Clase A Midwest League antes de ser ascendido a Palm Beach Cardinals de la Clase A-Advanced Florida State League en julio; En 87 juegos entre los dos clubes, tuvo promedio de .284/.374/.405 con nueve jonrones y 47 carreras impulsadas. Después de la temporada, fue seleccionado para jugar en la Arizona Fall League con los Glendale Desert Dogs, con quienes fue nombrado All-Star.Herrera fue una invitación fuera del roster a los entrenamientos de primavera de 2020. No jugó un partido de ligas menores en 2020 debido a la cancelación de la temporada de ligas menores provocada por la pandemia de COVID-19. Después de la temporada 2020, los Cardinals agregaron a Herrera a su lista de 40 hombres. Herrera pasó la mayor parte de la temporada 2021 con Springfield, bateando .231/.346/.408 con 17 jonrones y 63 carreras impulsadas en 98 juegos. Jugó en un juego para los Memphis Redbirds de Triple-A East para finalizar la temporada.Herrera inició la temporada 2022 con Memphis. El 23 de mayo de 2022, los Cardinals lo ascendieron a las ligas mayores. Hizo su debut en la MLB al día siguiente. Consiguió el primer hit de su carrera el 26 de junio, con un sencillo del abridor de los Cachorros de Chicago, Alec Mills. Herrera apareció en 11 juegos para St. Louis, bateando .111/.191/.111 con 6 carreras impulsadas. Pasó la mayor parte de la temporada con Memphis, bateando .268/.374/.396 con 6 jonrones, 34 carreras impulsadas y 5 bases robadas. Herrera fue enviado a Triple-A Memphis para comenzar la temporada 2023.